# Christopher Condent
Christopher Condent (Plymouth, maggio 1690 – Francia, 1770) è stato un pirata inglese.
Vissuto nel XVIII secolo, non si sa molto sui suoi primi anni di vita tranne che fosse un esperto velaio.

## Biografia

### Inizio della carriera
Originariamente era un corsaro a servizio dell'Inghilterra nella guerra di successione spagnola. Finita la guerra, nel 1714, decise di diventare un pirata piuttosto che continuare a servire l'Inghilterra. Saccheggiò qualsiasi nave al largo delle Indie Occidentali e si creò presto una reputazione. Si trasferì a New Providence nel 1718.

### Carriera nella pirateria
Avendo saputo di un certo Woodes Rogers nominato Governatore di Nassau nel 1718,decise di andare, dopo una convocazione dell'equipaggio, verso le coste sudafricane per saccheggiare le città costiere. Catturò una nave olandese e quindi partì. Durante il viaggio un membro dell'equipaggio di origine indiana venne maltrattato. Allora minacciò di incendiare la nave ma Condent lo fermò in tempo e lo uccise. I marinai fecero a pezzi il corpo e lo buttarono in mare.
Tuttavia nelle acque indiane avevano già navigato e depredato molti altri pirati come Thomas Tew, Henry Avery e decine di altri. Quando arrivò non trovò più nulla che valesse la pena saccheggiare. Catturò qualsiasi nave ma senza risultati.
Poi nell'ottobre del 1720, più di un anno dopo il suo arrivo in India, vide una grande nave araba che salpava dal porto di Surat. Questa nave apparteneva alla potente Compagnia Inglese delle Indie Orientali; venne catturata dopo un breve inseguimento. L'equipaggio salì sulla nave e ci trovò sopra un carico di spezie, sete, droghe e 150.000 £ in oro e argento. Fu davvero un bel colpo.
Poi Condent decise di dividere il bottino al covo pirata di S.Maria. Ogni membro dell'equipaggio ricevette circa 2000 £.

Jolly Roger

### Fine carriera
Dopo l'assalto il Governatore francese di Mascarenes perdonò Condent in cambio di una tangente del bottino. In seguito Condent decise di andare a vivere in Francia e di investire saggiamente i propri soldi. Si sposò con la figlia del Governatore di Mascarenes. Gli uomini del vecchio equipaggio seguirono il suo esempio e quindi continuarono a lavorare onestamente nel servizio navale francese. L'ultimo superstite dell'equipaggio racconta che la maggior parte dell'equipaggio morì di vecchiaia intorno al 1770 come Condent.

### Jolly Roger
La Jolly Roger di Christopher Condent è formata da tre teschi messi in fila orizzontale con le ossa incrociate sotto. Significava che per le sfortunate vittime stava arrivando la morte certa.